# Bur Jamur Ulung
Bur Jamur Ulung är ett berg i Indonesien.   Det ligger i provinsen Aceh, i den västra delen av landet, 1 600 km nordväst om huvudstaden Jakarta. Toppen på Bur Jamur Ulung är 2 270 meter över havet, eller 101 meter över den omgivande terrängen. Bredden vid basen är 1,4 km.
Terrängen runt Bur Jamur Ulung är bergig norrut, men söderut är den kuperad. Bur Jamur Ulung ligger uppe på en höjd som går i öst-västlig riktning. Runt Bur Jamur Ulung är det ganska glesbefolkat, med 27 invånare per kvadratkilometer. I omgivningarna runt Bur Jamur Ulung växer i huvudsak städsegrön lövskog.